# Hof Jörnstorf
Hof Jörnstorf ist eine Ortschaft innerhalb der Gemeinde Biendorf im Amt Neubukow-Salzhaff, Landkreis Rostock in Mecklenburg-Vorpommern.

## Geschichte
Erste urkundliche Erwähnung findet der Ort im Jahre 1219. In diesem Jahre ging das Areal des heutigen Ortes in den Besitz des neugegründeten Klosters Sonnenkamp über. Zu dieser Zeit hieß der Flecken noch villa jordanis, was mit hoher Wahrscheinlichkeit damit zusammenhing, dass der Besitz vorher zum Grundbesitz des slawischen Ritters Jordan von Saven gehörte.
Im Gegensatz zu anderen Namen in der Region deutet der Name auf Gründung von deutschen Siedlern hin, die während der Ostsiedlung diese Landschaft besiedelten. Im Jahre 1938 wurde der Ort Teil der Gemeinde Jörnstorf, die am 1. Juli 1998 in die Gemeinde Biendorf eingemeindet wurde.